# 戰術空中導航系統

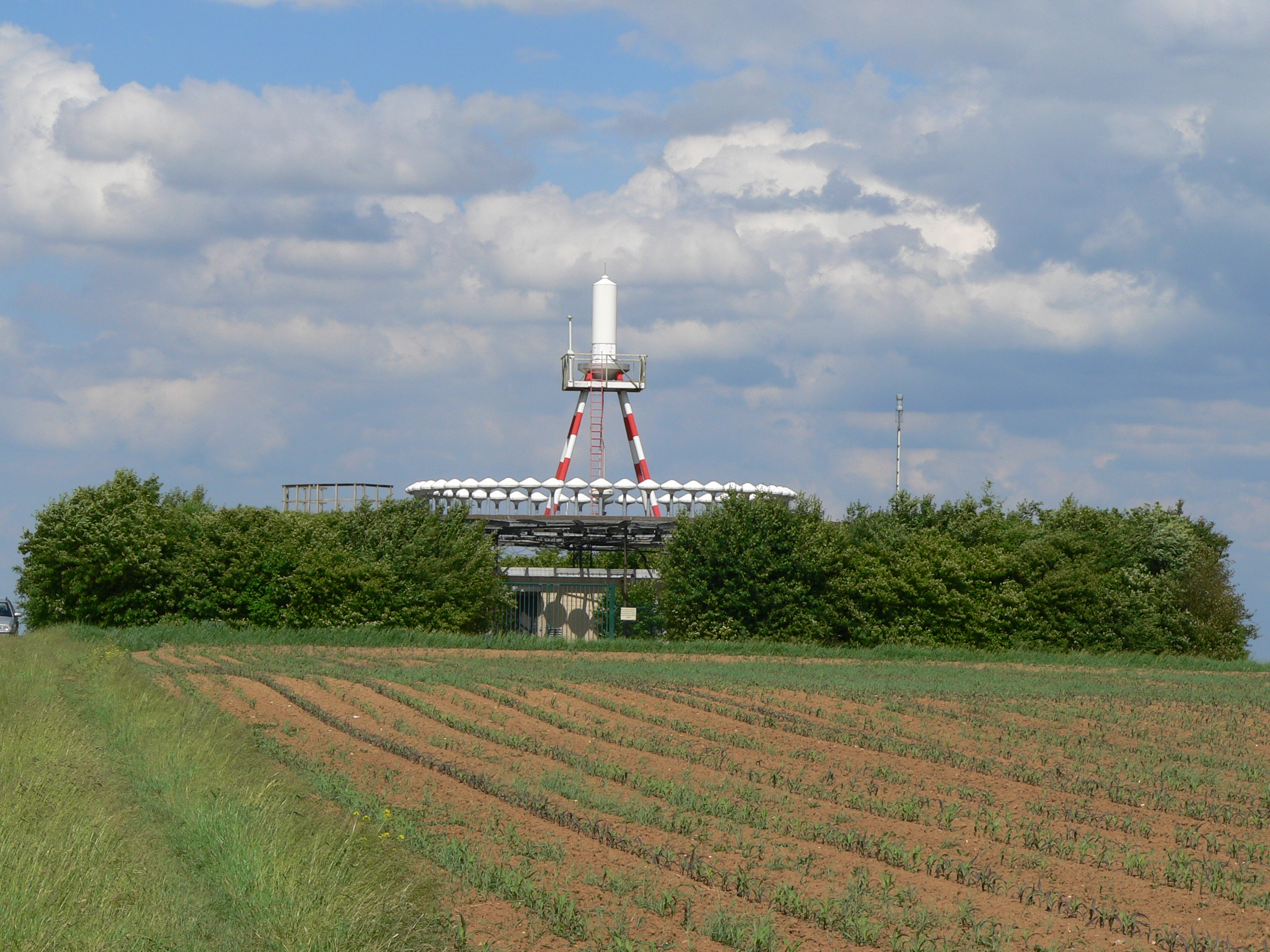
德國的VORTAC TGO（TANGO），圖中設施最高點就是戰術空中導航系統的天線

航圖上表示戰術空中導航系統的符號

戰術空中導航系統（英語：Tactical Air Navigation，缩写为TACAN，通称塔康），通常由軍隊使用，与民航用途DME/VOR功能相近，可以為使用者（如航母、空軍基地等）提供目的地的方位和斜距，但精确度比DME/VOR更高。
当TACAN与VOR并设时，两系统合称为“VORTAC”，在这一系統中，其他飛機可以使用該系統提供的DME信息作為著陸參考，配備了塔康設備的飛機則可以以其作非精確進場著陸的導航 。美國NASA的太空梭就曾特別設計在返回著陸時以塔康設備作非精確進場著陸，但現在已由GPS系統取代。國軍就在太平島配備了
塔康系統。裝載在飞行器上的塔康系統可以調頻以便接收目的地信號，起初塔康僅可以進行地對空的信號收發，但後來亦能夠進行地對空/空對空的方位和斜距資訊溝通。

## 歷史
第二次世界大戰時，英國曾開發一種儀表轟炸系統，而戰術空中導航系統就是這個系統的衍生、進化產品。
1955年起，美軍开始採用戰術空中導航系統。

## 操作

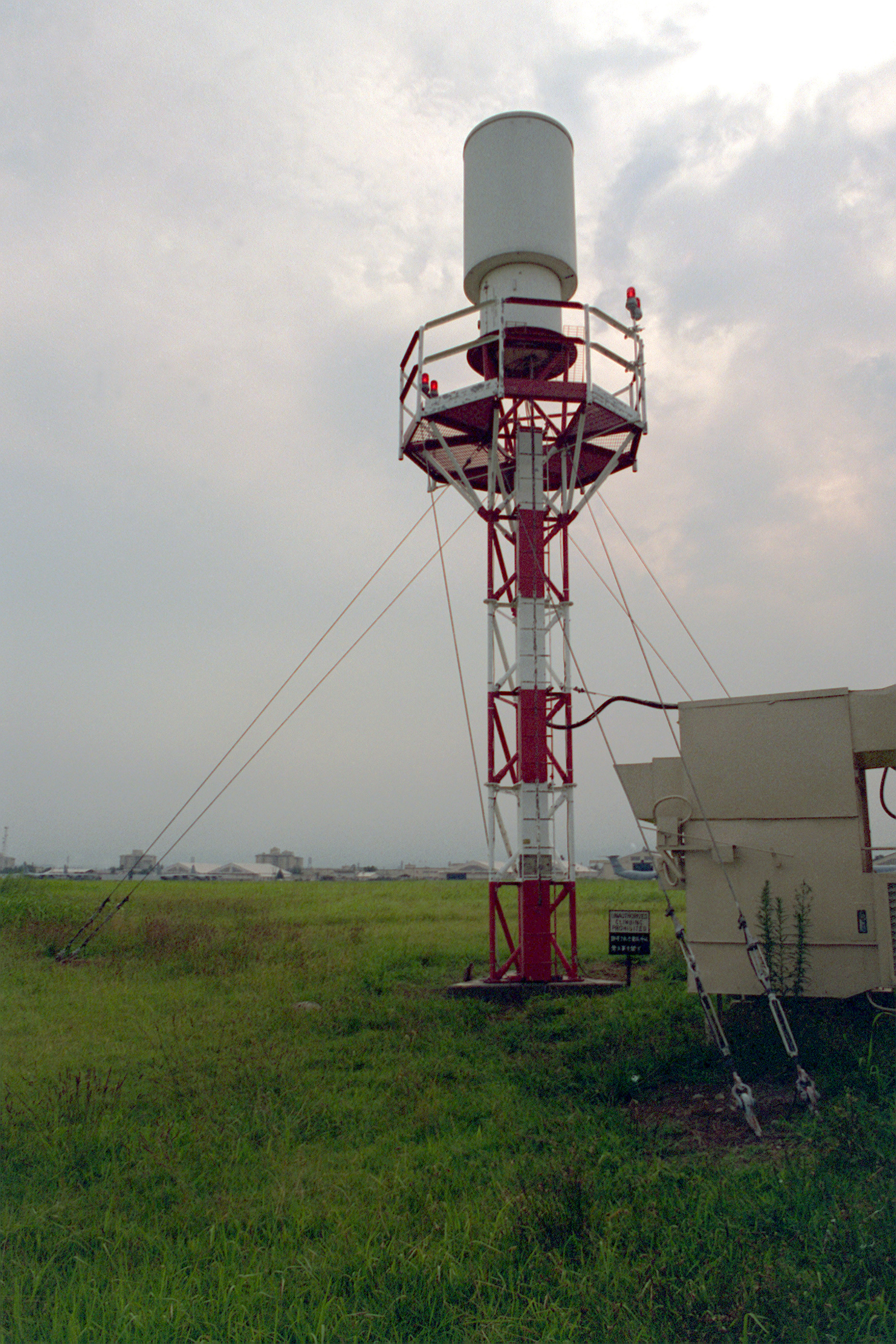
一個美國空軍的塔康發射器

戰術空中導航系統為使用調頻950-1215MHz，屬於特高頻（UHF）波段。

### 精確度
- 戰術空中導航系統的理論精確度是DME的九倍以上，但實際上塔康僅比DME精確三倍左右。
- 135 Hz的方位組件誤差值是±1°或±0.0182（63/3470）米[2]，而DME誤差值是185米（±0.1海里）[2]

### 優點

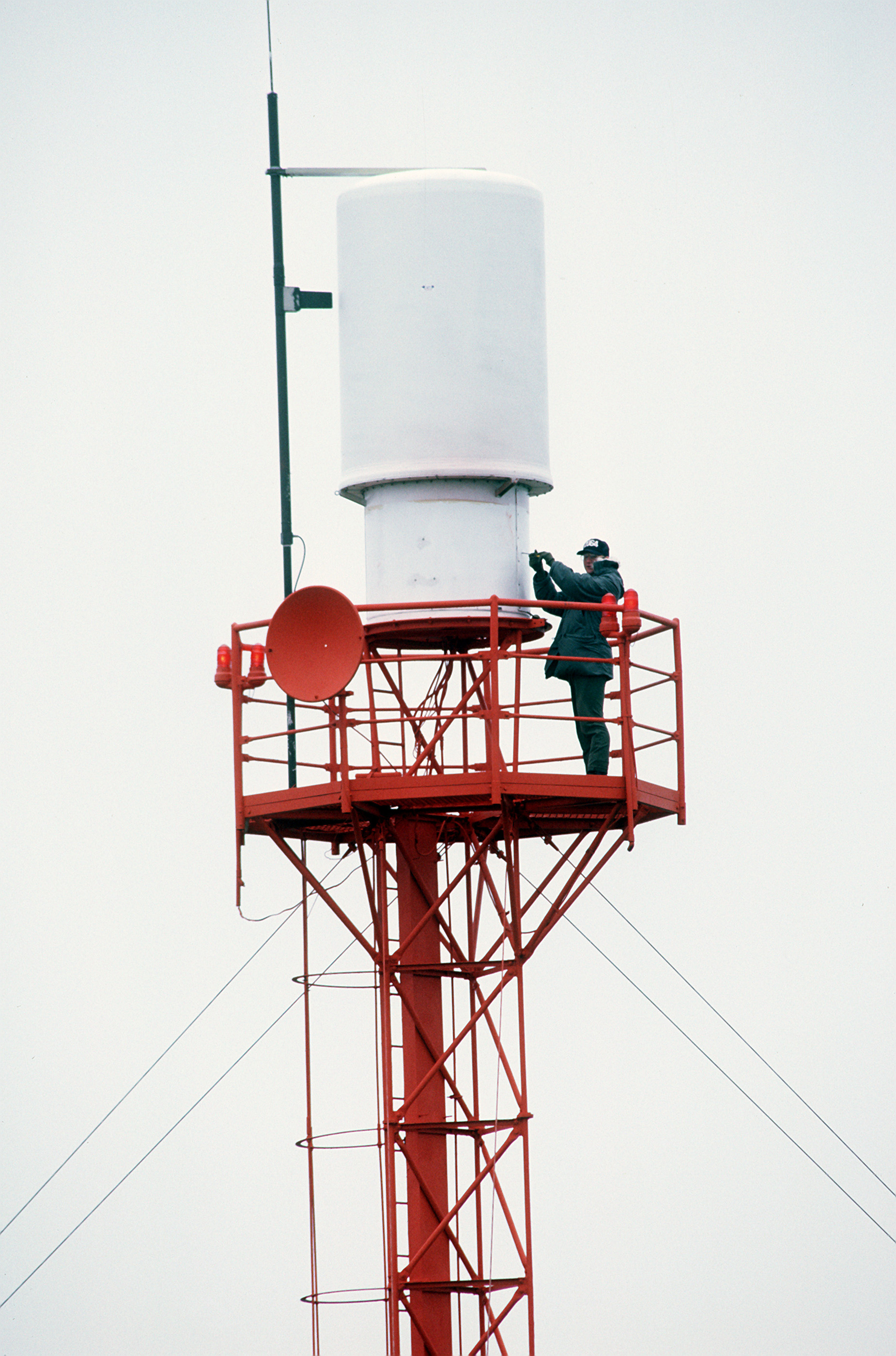
位於申雅島的塔康發射站

- 由於方位和範圍的單位結合在一個系統中，因此比龐大而累贅甚高頻全向信標（VOR）需要更少的空間，塔康系統理論上可被放置在大樓、卡車、飛機或船舶上，並在短期內運行。
- 機載塔康接收器可用於空對空方式溝通，從而允許兩輛相鄰友機得悉兩者相對方位和距離。

### 缺點

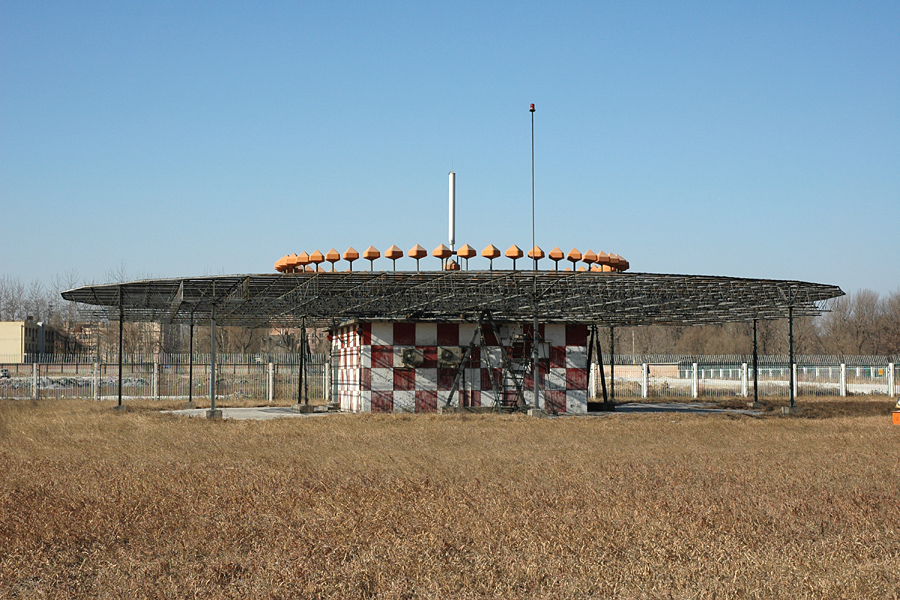
相對於塔康，甚高频全向信标（VOR）顯得非常累贅。

- 操作設計缺乏對播送能力和隱形功能，使飛機可以容易地找到船舶和土地。
- 缺乏資訊加密，敵人可以簡單地以機載的塔康接收器擷取資訊並對載體攻擊。
- 部分型号的塔康系統可以將軍事資訊發送給盟軍飛機，塔康系統很可能被功能类似的JPALS（英语：JPALS）或差分GPS系统（區域擴增系統）取代。
- 部分型号的塔康系統採用900 RPM的旋轉天線。由於天線功率相當大，且必須每天24小時旋轉，随使用时间增长精確度會降低。
- 現代系統天線使用的是電子旋轉而不是機械轉動，沒有移動部件。因此塔康系統在美國已漸漸被全球定位系統（GPS）取代。

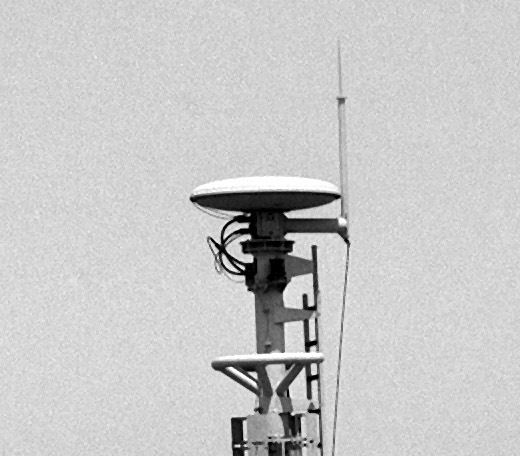
美國海軍拉利級兩棲艦艦載的塔康系統（配有避雷針）